# Sssssss
Sssssss (bra O Homem-Cobra) é um filme estadunidense de 1973, dos gêneros terror e ficção científica, dirigido por Bernard L. Kowalski.

## Sinopse
Prestigiado herpetologista inventa um soro capaz de transformar um ser humano num réptil gigante e o injeta em seu assistente, que começa a apresentar sintomas perturbadores.

## Elenco
- Dirk Benedict - David Blake
- Strother Martin - Dr. Carl Stoner
- Heather Menzies - Kristina Stoner
- Richard B. Shull - Dr. Ken Daniels
- Tim O'Connor - Kogen
- Jack Ging - Xerife Dale Hardison
- Kathleen King - Kitty Stewart